# Damien Martyn
Damien Martyn (nacido el 21 de octubre de 1971) es un comentarista de críquet australiano y exjugador de críquet. En 2001, recibió el premio Wisden al jugador de críquet del año. El 19 de enero de 2010, Martyn firmó por 100.000 dólares estadounidenses para jugar con los Rajasthan Royals en la liga premier india.

## Trayectoria deportiva
El 27 de noviembre de 1992, Martyn hizo su debut en Test Cricket para Australia contra las Indias Occidentales. Hizo su debut en One Day International contra West Indies el 8 de diciembre de 1992. En octubre de 2006, en el Torneo Champions Trophy, Martyn ganó premios consecutivos al mejor jugador del partido contra Inglaterra e India. También jugó una importante entrada invicto en la final contra las Indias Occidentales para ayudar a Australia a ganar el torneo por primera vez. Fue el máximo anotador de carreras de Australia en el torneo.